# Лубчицька сільська рада
Лубчицька сільська рада — колишня адміністративно-територіальна одиниця та орган місцевого самоврядування у Новоград-Волинському районі Волинської округи і Київської області Української СРР з адміністративним центром у селі Лубчиці.

## Населені пункти
Сільській раді на час ліквідації були підпорядковані населені пункти:
- с. Лубчиці
- х. Ново-Зв'ягель

## Населення
Кількість населення ради, станом на 1923 рік, становила 1 008 осіб, кількість дворів — 203.

## Історія та адміністративний устрій
Створена 1923 року, в складі с. Лубчиці та хутора Ново-Зв'ягель Романовецької волості Новоград-Волинського повіту Волинської губернії. 7 березня 1923 року включена до складу новоствореного Новоград-Волинського району Житомирської (згодом — Волинська) округи.
Дату ліквідації не встановлено. Станом на 1 жовтня в обліку сільських рад не значиться.
Адміністративний центр ради, с. Лубчиці, на поч. 1930-х років значився в планах на зселення через будівництво Новоград-Волинського укріпленого району.